# Hosahalli, Sorab
Hosahalli là một làng thuộc tehsil Sorab, huyện Shimoga, bang Karnataka, Ấn Độ.